# Phil Dawson
Philip Drury "Phil" Dawson (født 23. januar 1975 i Palm Beach, Florida, USA) er en amerikansk footballspiller, der spiller i NFL som place kicker for San Francisco 49ers.
Han spillede i perioden 1999 til 2012 for Cleveland Browns, hvor han satte rekord med antal scorede "field goals". Før han spillede i Cleveland Browns spillede han college football for Texas Longhorns.